# Faymoreau
Faymoreau – miejscowość i gmina we Francji, w regionie Kraj Loary, w departamencie Wandea.
Według danych na rok 1990 gminę zamieszkiwało 280 osób, a gęstość zaludnienia wynosiła 25 osób/km² (wśród 1504 gmin Kraju Loary Faymoreau plasuje się na 999. miejscu pod względem liczby ludności, natomiast pod względem powierzchni na miejscu 960.).